# Aspersdorf
Aspersdorf ist ein Dorf in Niederösterreich, eine Katastralgemeinde sowie Ortsteil der Stadt Hollabrunn im gleichnamigen Bezirk Hollabrunn. Der Ort ist vor allem durch die 1730 von Johann Lucas von Hildebrandt erbaute Pfarrkirche Aspersdorf zum „heiligen Georg“ bekannt.
Der Ortsname Aspersdorf leitet sich vom althochdeutschen Personennamen „Aspî“ und in weiterer Folge von „Espein“ ab.

## Geographie
Das Dorf liegt nördlich der Stadt Hollabrunn. Nachbarorte von Aspersdorf sind in der Stadtgemeinde Hollabrunn die Stadt Hollabrunn und die Orte Kleinstetteldorf und Wieselsfeld sowie in der Marktgemeinde Wullersdorf die Orte Maria Roggendorf und Hetzmannsdorf und in der Marktgemeinde Grabern der Ort Schöngrabern.
|              | Hetzmannsdorf                               | Raffelhof, Aschendorf |
| Schöngrabern | Kompassrose, die auf Nachbargemeinden zeigt | Kleinstetteldorf      |
|              | Hollabrunn                                  | Wieselsfeld           |

Aspersdorf liegt im Tal des Kleinen Göllersbaches und wird von diesem durchflossen. Von der Nutzung des Göllersbaches für die Wasserkraft zeugen zahlreiche Mühlen, die bis heute erhalten sind. Im Süden der Ortschaft vereinigen sich der Gmosbach und der Kleine Göllersbach zum Göllersbach.

## Geschichte
Die ältesten Funde stammen aus der frühen Bronzezeit (2. Jahrtausend v. Chr.), auch eine langobardische Siedlung aus dem 6. nachchristlichen Jahrhundert ist nachgewiesen.
Die sichere Ersterwähnung des Ortes fällt in das frühe 13. Jahrhundert. In einer Heiligenkreuzer Urkunde, die in den Zeitraum 1202/28 (Amtszeit von Abt Wernher) zu datieren ist, wird eine aus Anlass einer Pilgerfahrt nach Santiago de Compostela gemachte Schenkung durch Hugo de Aspinstorf bezeugt.
1274 ist als Zeuge ein Dekan von Espendorf genannt, was auf eine dementsprechende Bedeutung der Pfarre schließen lässt. In der Folge dürften kirchliche Besitzer die weltlichen Grundherren abgelöst haben. Als Lehens- und Patronatsherren der reichen Pfarre Aspersdorf erscheinen im 14. Jh. die Liechtensteiner, die in Ortnähe eine Burg besaßen, wie aus Riednamen zu schließen ist. Im Jahr 1324 bezog das Stift Göttweig von 10 Lehen den Zehent, der wohl auf die Bischöfe von Passau als frühere Grundherren zurückgeht. Als der Liechtensteiner Nachfolger sind Mitte des 16. Jahrhunderts die Puchheimer nachweisbar. 1590 ist Georg von Puchheim Inhaber des Pfarrhofes.
Der Ort dürfte aus zwei Siedlungen zusammengewachsen sein, nämlich Espeinsdorf und Wielesdorf (auch Moos genannt). In unmittelbarer Nähe des Ortes, im heutigen Bornland, hat sich eine Wehranlage befunden. Mittelalterliche Siedlungsfunde sind auch aus dem Umkreis der Pfleger- und der Blasl-Mühle belegt. Falkenberger und Kuenringer sind als ursprüngliche Grundherren zu erschließen.
Im 16. Jahrhundert verwaist die Pfarrei und der Pfarrhof wird baufällig, in den Jahren 1669 und 1706 kommt es zu Bränden.
1710 erwarb das Geschlecht Schönborn von den Göllersdorfer Puchheimern Aspersdorf und gliederten den Ort der Herrschaft Weyerburg ein.
Im Jahr 1730 wird der Neubau der Pfarrkirche Aspersdorf eingeweiht. Im Jahr 1822 wurde der Ort als Dorf mit 103 Häusern genannt, das über eine Pfarre und eine Schule verfügte. Die Herrschaft Weyerburg besaß die Ortsobrigkeit und besorgte die Konskription. Die Landgerichtsbarkeit wurde von der Herrschaft Guntersdorf ausgeübt.
Den Ortskern von Aspersdorf bildet ein Doppelzeilendorf mit Zwerch- und Hakenhöfen. Mitte des 18. Jahrhunderts zählte der Ort 66 Bauernhäuser, bis 1822 hatte sich die Zahl etwa verdoppelt. Die Einwohnerzahl schwankte in den folgenden hundert Jahren zwischen 500 und 600 Personen. Die Bevölkerung lebte von Ackerbau, Weinbau und Viehzucht, auch Handwerker und Gewerbetreibende sind überliefert. Die Ortsobrigkeit unterstand der Herrschaft Weyerburg, das Landgericht gehörte jedoch nach Guntersdorf.

### 20./21. Jahrhundert
Laut Adressbuch von Österreich waren im Jahr 1938 in der Ortsgemeinde Aspersdorf ein Bäcker, ein Binder, ein Fleischer, zwei Gastwirte, drei Gemischtwarenhändler, ein Müller, ein Schmied, zwei Schneider, drei Schuster, ein Tischler, ein Wagner und mehrere Landwirte ansässig.
Durch die Wirren der beiden Weltkriege kam es zu einem Bevölkerungsrückgang. 1967 wurde die örtliche Grundschule geschlossen.
Am 1. Jänner 1972 wurde Aspersdorf, das bis dahin eine eigenständige Gemeinde war, in die Stadtgemeinde Hollabrunn als Katastralgemeinde eingemeindet.
Im Jahr 2005 wurde nordöstlich der Ortschaft eine Windkraftanlage mit 150 m Gesamthöhe und einer Leistung von 2000 kW errichtet.

## Öffentliche Einrichtungen
In Aspersdorf gibt es einen Kindergarten.

## Politik

### Bürgermeister der ehemaligen Gemeinde Aspersdorf
- 1850–1860 Michael Seidl
- 1860–1861 Ignaz Schuster
- 1861–1864 Michael Hauser
- 1864–1867 Ignaz Schuster
- 1867–1870 Johann Kipper
- 1870–1873 Leopold Altenburger
- 1873–1876 Georg Kummerer
- 1876–1882 Josef Spitzer
- 1882–1885 Franz Weber
- 1885–1888 Johann Schuster
- 1888–1891 Josef Spitzer
- 1891–1894 Leopold Schuster
- 1894–1900 Edmund Rauchberger
- 1900–1906 Josef Mattes
- 1906–1919 Anton Spitzer
- 1919–1922 Georg Zahlbruckner
- 1923–1938 Leopold Schuster
- 1938–1945 Richard Zahlbruckner
- 1945–1960 Edmund Rauchberger
- 1960–1971 Richard Schuster

### Ortsvorsteher der Katastralgemeinde Aspersdorf
- 1972–1980 Richard Schuster
- 1980–1995 Heinrich Fink
- 1995–2000 Christine Haunold
- seit 2000 Karl Riedmayer

## Sehenswertes
- Pfarrkirche St. Georg Aspersdorf
- Pfarrhof: Der mächtige, zwei- bis dreigeschoßige Bau, geht in seiner heutigen Form auf die Zeit um 1760/66 zurück. Der Pfarrhof wurde an der Stelle einer alten Veste, von der Teile in den Neubau einbezogen wurden, errichtet. Das Gebäude besteht aus einer um einen Hof gelagerten Anlage, die aus dem zweiflügeligen zweigeschoßigen Wohntrakt und dem an den Nordflügel anschließenden dreigeschoßigen Schüttkasten besteht. Beide Gebäude mussten an der Straßenseite durch starke Strebepfeiler vor dem Abrutschen gesichert werden. Eine kreuzgratgewölbte Durchfahrt führt in den Hof mit einem Arkadengang mit toskanischen Säulen. Die Innenräume sind teilweise mit spätbarockem Deckenstuck ausgestattet. Bemerkenswert am Schüttkasten sind die eisernen Läden, die zum Verschließen der kleinen querrechteckigen Luken dienten. Die ehemaligen Stallungen befanden sich im westlichen Anbau. An sie erinnert eine dreischiffige Pfeilerhalle mit Kreuzgratgewölbe.

## Persönlichkeiten

### Ehrenbürger der ehemaligen Gemeinde Aspersdorf
- Adolf Uchatzy, Pfarrer (1909 verliehen)
- Georg Pfeifer, Dechant, anlässlich seines 25-jährigen Priesterjubiläums (1919 verliehen)
- Karl Semsch, Bezirkshauptmann des Bezirks Hollabrunn (1922 verliehen)
- Friedrich Karl Graf Schönborn-Buchheim, Gutsbesitzer, anlässlich seines 60. Geburtstages (1929 verliehen)
- Franz Maux, Pfarrer, anlässlich seines 50-jährigen Priesterjubiläums (1885 verliehen)[5]
- Josef Nitsch, Oberlehrer, in Anbetracht seiner Verdienste um Schule und Gemeinde zum Abschied (1932 verliehen)
- Engelbert Dollfuß, Bundeskanzler (1933 verliehen)
- Josef Reither, NÖ Landeshauptmann (1933 verliehen)
- Alois Fischer (1935 verliehen)
- Johann Eichinger, Abgeordneter zum Nationalrat (1935 verliehen)
- Leopold Schuster, Altbürgermeister, in Anbetracht seines besonders segensreichen Wirkens in der Gemeinde innerhalb der 15 Jahre, die er seiner Heimatgemeinde als Bürgermeister vorstand (1937 verliehen)
- Julius Raab, Bundeskanzler (1958 verliehen)
- Eduard Rauchberger, Altbürgermeister, anlässlich seiner 15-jährige Tätigkeit als Gemeindevorstand (1960 verliehen)
- Johann Stur, Pfarrer, anlässlich seines 50-jährigen Priesterjubiläums (1961 verliehen)